# My Best Friend's Exorcism
My Best Friend's Exorcism är en amerikansk skräckkomedifilm från 2022 i regi av Damon Thomas, med Elsie Fisher och Amiah Miller i huvudrollerna. Filmen, som är baserad på Grady Hendrix bok med samma namn, hade premiär på streamingtjänsten Prime Video den 30 september 2022. Inspelningarna av denna film ägde rum i Georgia under våren 2021.

## Handling
Filmens handling utspelar sig år 1988, och kretsar mestadels kring de två bästa vännerna Abby Rivers och Gretchen Lang. En kväll, när Abby och Gretchen, tillsammans med sina två andra vänner Margaret Chisholm och Glee Tanaka, är ute och spenderar helgen vid Margarets familjs sjöhus, beger de sig in i en gammal övergiven hydda, där ett rituellt mord sägs ha begåtts. Där ska en helt osynlig kraft sedan dra med sig Gretchen, som dessutom får en utomjordisk demon instoppad i sin kropp. Och den stora frågan lyder bara: Kommer man någonsin lyckas få ut denna demon ur Gretchens kropp, eller kommer den att stanna kvar där för alltid?

## Rollista (i urval)
- Elsie Fisher – Abby Rivers
- Amiah Miller – Gretchen Lang
- Rachel Ogechi Kanu – Margaret Chisholm
- Cathy Ang – Glee Tanaka
- Clayton Royal Johnson – Wallace Stoney
- Christopher Lowell – Christian Lemon
- Nathan Anderson – Pony Lang
- Ashley LeConte Campbell – syster Kathleen
- Michael Wayne Foster – Micah Lemon